# Самір Фазлі
Самі́р Фазлі́ (мак. Samir Fazli, нар. 22 квітня 1991, Скоп'є) — македонський футболіст, нападник клубу «Геренвен» та національної збірної Македонії. З січня 2013 року на умовах оренди грає за «Гелмонд Спорт».

## Клубна кар'єра
Народився 22 квітня 1991 року в місті Скоп'є. Вихованець футбольної школи клубу «Македонія Г. П.». Дорослу футбольну кар'єру розпочав 2008 року в основній команді того ж клубу, в якій провів один сезон, взявши участь у 28 матчах чемпіонату. Більшість часу, проведеного у складі «Македонія Гьорче Петров», був основним гравцем атакувальної ланки команди.
До складу клубу «Геренвен» приєднався 2009 року. Наразі встиг відіграти за команду з Геренвена 19 матчів в національному чемпіонаті.
30 січня 2013 році на умовах піврічної оренди приєднався до команди іншого нідерландського клубу, «Гелмонд Спорта».

## Виступи за збірну
Залучався до складу молодіжної збірної Македонії. На молодіжному рівні зіграв у 22 офіційних матчах, забив 7 голів.
З 2011 року грає за національну збірну Македонії.

## Досягнення
- Чемпіон Македонії (2):

«Македонія Гьорче Петров»: 2008-09
«Шкендія»: 2018-19
- Володар Кубка Північної Македонії (2):

«Македонія Гьорче Петров»: 2021-22, 2022-23